# Quellón
Quellón es una ciudad de la zona sur de Chile ubicada en la comuna de Quellón en el sur de la provincia de Chiloé, Región de Los Lagos. Es accesible a través de la Carretera Panamericana, que termina en el denominado «Hito Cero», emplazado en el balneario Punta de Lapas al extremo sur oriente de Chiloé.

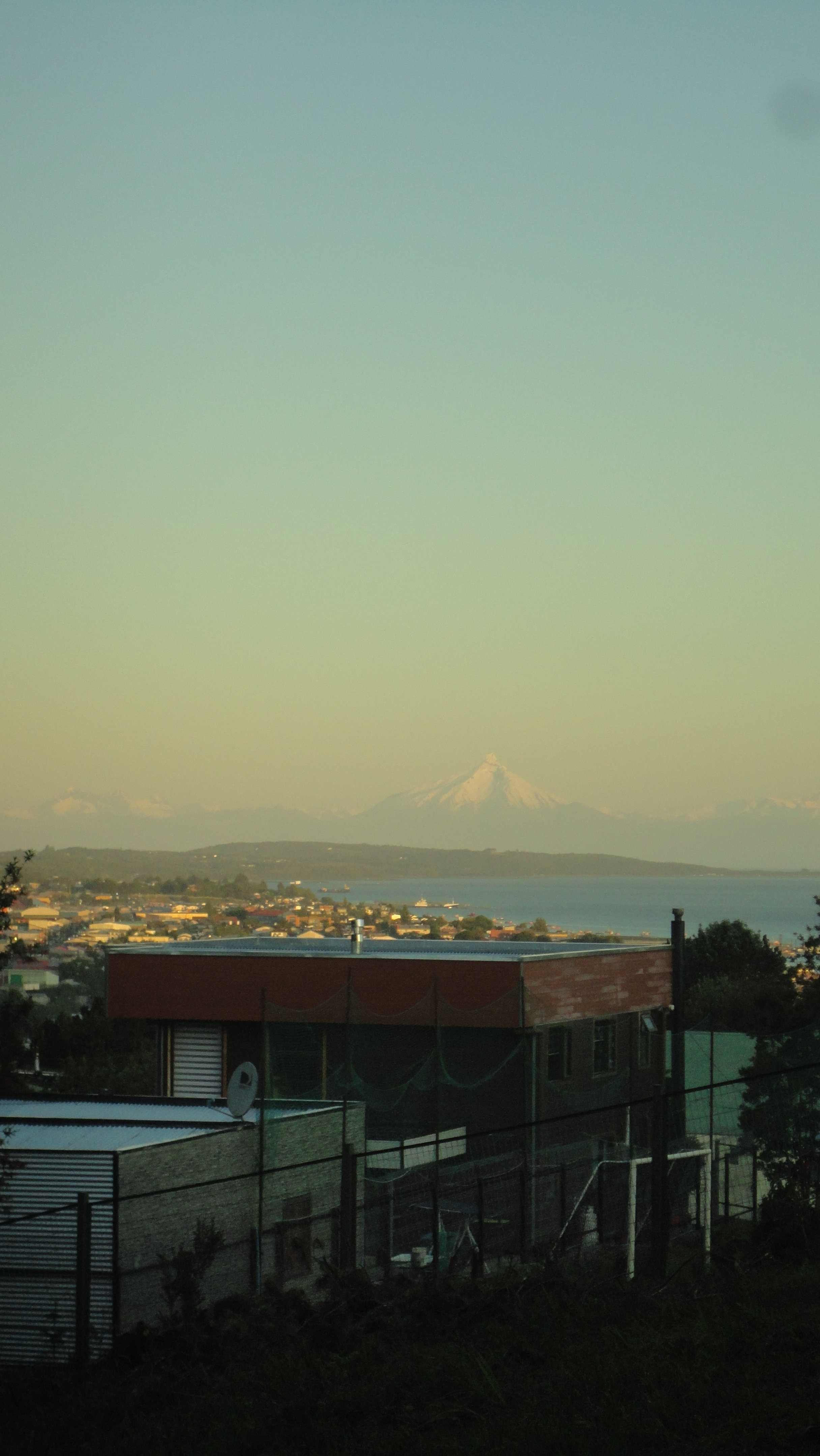
Atardecer

## Historia
Su nombre puede provenir de la palabra en mapudungun külon, que es el nombre que recibe el arbusto llamado maqui en español. Otra posibilidad es que proceda de alguna palabra relacionada con kellun, «ayudar» y así, en muchas obras que recogen etimologías de topónimos chilenos, se indica que la traducción de Quellón sería «lugar de auxilio».
La zona estuvo habitada por indígenas chonos y posteriormente por payos. A fines de la época colonial, se entregaron títulos realengos a varios caciques huilliches que habitaban la zona. A fines del siglo XIX existía solamente el caseríos conocido posteriormente como Quellón Viejo.
El pueblo de Quellón fue fundado en 1905 por la Compañía Destilatoria Quellón, que extraía alcohol de la madera de los extensos bosques existentes en esa época. La compañía, asimismo dedicada a la producción de carbón vegetal y acetona, construyó una corta línea ferroviaria de trocha angosta para el transporte de la madera desde el bosque hasta el puerto. 
El gran auge provisto por el destilatorio hizo que a partir de 1910 vecinos del pueblo se comenzaran a organizar para crear la comuna de Quellón, ya que hasta entonces seguían dependiendo de la municipalidad de Queilen. Los esfuerzos rindieron frutos dos años después; en 1912 la subdelegación de Quellón se convirtió en comuna e incorporó a su jurisdicción los archipiélagos de las Guaitecas y de los Chonos.
En 1952 el destilatorio fue cerrado por falta de mercado. Durante muchos años Quellón estuvo aislado del resto de la isla, comunicándose solo por vía marítima. Sin embargo, desde hace más de 40 años quedó conectado al resto del país y América a través de la Carretera Panamericana, transformándose, precisamente, en su punto más austral o «Hito Cero». La construcción de la Panamericana fue terminada en 1966.
Hasta el terremoto de 1960 la mayoría de la población vivía al bordemar donde había muchos palafitos, pero casi todos fueron destruidos por el terremoto y el tsunami. Después, la población se trasladó a la parte alta de la ciudad donde fueron construidas nuevas casas y calles.
En 1994 se crea el juzgado de letras en la comuna, facilitando el acceso a la justicia que hasta entonces requería del traslado a Castro, situada 50 km al norte.
Hoy en día es el principal puerto de la Isla de Chiloé, siendo la base de su economía la industria salmonera y la extracción de productos del mar.

## Turismo
En Quellón existen dos museos: el Museo Inchin Cuivi Anti, cuyo nombre significa «nuestro pasado», explica la cultura y la cultura huilliche; y el Museo Municipal, que muestra la historia de la ciudad.
En los alrededores de la ciudad existen varios lugares interesantes de visitar: 
- Punta de Lapas, con una playa de 5 km y un balneario en donde se emplaza el Hito Cero, considerado el comienzo o fin de la Ruta Panamericana.
- Auchac, A 22 km, cuenta con una extensa playa, roqueríos, bosques, una iglesia de 1933.
- Compu, tiene una iglesia de madera construida a principios del siglo XX.[10]
- Quellón Viejo (a 4 km), el poblado más viejo que Quellón, cuenta con un cementerio con mausoleos de madera. La iglesia construida a principios del siglo XX representa el estilo típico de Chiloé.
- Yaldad (a 11 km), es un pueblo de los huilliche con aproximadamente 500 habitantes (2002) y una iglesia (Iglesia Jesús de Nazareno) levantada a comienzos del siglo XX representando el estilo típico de Chiloé que fue renovada en 1990.[11]
- Trincao (a 10 km) cuenta con un cementerio interesante y con una iglesia construida en 1920.[12]

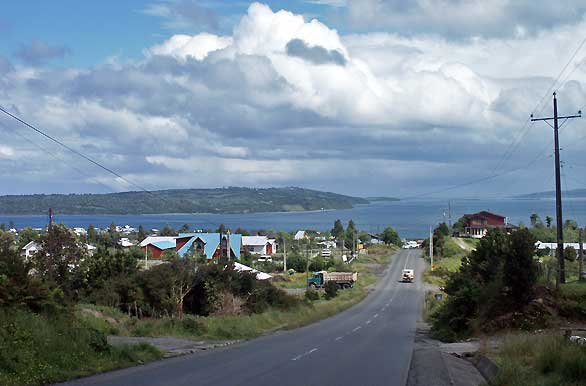
Entrada norte a Quellón
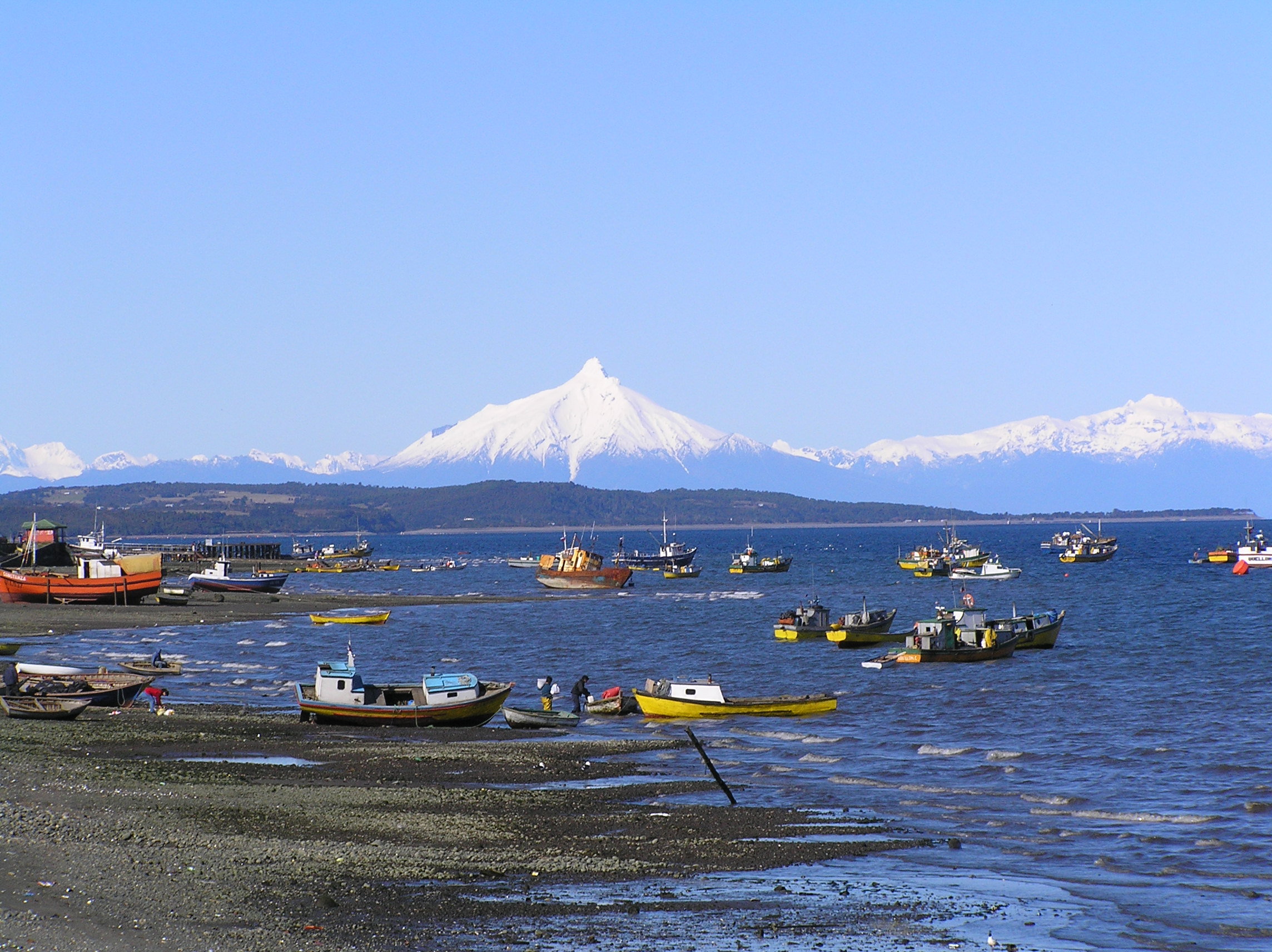
Vista al volcán Corcovado
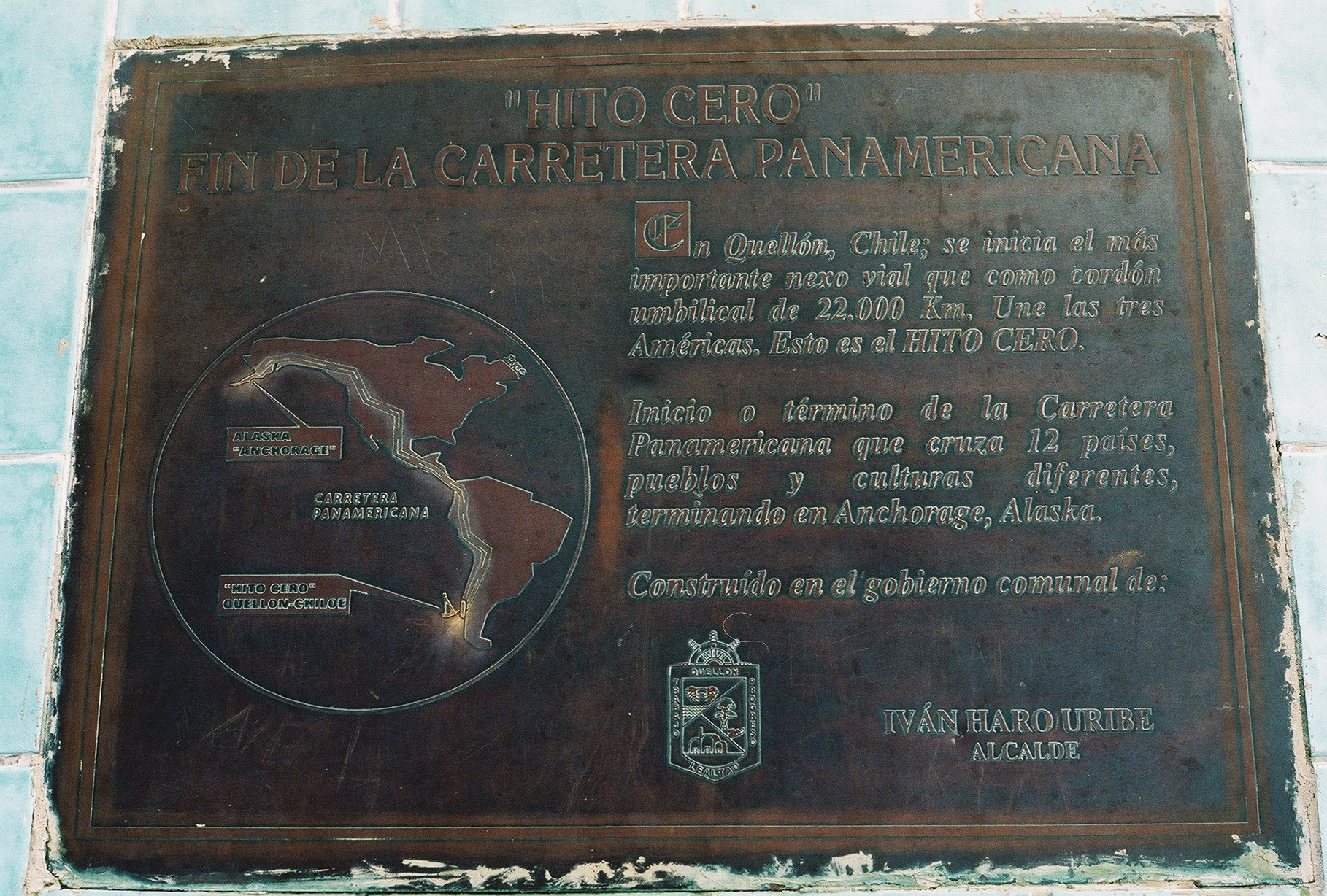
Inicio o fin de la Carretera Panamericana

## Transporte

### Urbano

#### Buses
La ciudad cuenta con dos líneas de buses:
| Recorrido | Inicio      | Fin            |
| --------- | ----------- | -------------- |
| Línea 1   | San Antonio | Punta de Lapas |
| Línea 2   | San Antonio | Punta de Lapas |

#### Colectivos
La comuna no cuenta con un servicio autorizado de taxis colectivos.

### Transporte intercomunal e interprovincial

#### Buses
La ciudad cuenta con tres terminales de buses principales:
- El Terminal de Buses Municipal, donde operan todas las empresas de minibuses intercomunales, con destinos principales a Castro, Chonchi y Queilén. Además, existen servicios de buses rurales a través de los cuales se puede viajar a localidades cercanas de la comuna, tales como Curanué, Auchac, Santa Rosa, Colonia Yungay, Chaiguao, entre otros.
- El Terminal de Buses Cruz del Sur, de propiedad de Empresas Cruz del Sur, es en donde opera esta empresa. Hay servicios de buses a Castro, Ancud, Puerto Montt, Osorno, Valdivia   y Temuco
- El Terminal de Buses de la empresa ETM, ofrece servicios de buses de dos pisos a Castro, Ancud, Puerto Montt, Puerto Varas, Osorno, Valdivia, Temuco, Concepción, Talcahuano y Santiago (actualmente suspendido), entre otros destinos.

### Transporte marítimo
Por medio de la empresa Naviera Austral, existen servicios de transbordo marítimo desde Quellón con destino a Chaitén, Melinka, Puerto Raúl Marín Balmaceda, Puerto Gala, Puerto Cisnes, Puerto Gaviota, Puerto Aguirre, Puerto Chacabuco, entre otras localidades.

## Deportes

### Basquetbol
- El Pedro Montt de Quellón es un club deportivo profesional de baloncesto de Chile, que jugaba en la Liga de Baloncesto del Sur de Chile (Libsur), la más alta categoría del baloncesto sureño de Chile. El club fue profesionalizado en 1999, inscribiéndose para participar en la primera edición de dicha liga, consiguiendo finalizar en el 2° lugar de la tabla. Actualmente participa en la Liga Chilota de Baloncesto.

### Fútbol
- Existen clubes de fútbol en la comuna de Quellón las cuales son: 11 de Septiembre, Cheted Unido, Cultivos Yadran, Manuel Rodríguez de Auchac, Matadero Unido, Torino, Unión Juvenil y el Club Deportivo Austral de Quellón, (club fundado el 15 de febrero de 1927[17][18])

### Boxeo
- Actualmente, destaca la participación del púgil José "Pancora" Velásquez, quien compite en diversos combates de boxeo a nivel comunal, provincial, nacional e internacional.

## Medios de comunicación

### Radioemisoras
En la ciudad de Quellón existen radioemisoras, en las cuales la mayoría de ellas son locales, y otras provenientes desde fuera de la ciudad. La primera radioemisora que actualmente sigue en funciones es Radio Quellón, fundada el 30 de agosto de 1985
FM
- 88.9 MHz - Radio FM Stylo (Local)
- 89.7 MHz - Radio Caramelo (Ancud)
- 90.3 MHz - Radio FM Vida (Local; Evangélico)
- 92.3 MHz - Radio Nahuel (Local y provincial)
- 93.1 MHz - Radio Siempre FM (Local; Latino)
- 93.7 MHz - Radio Bío-Bío (Puerto Montt, Concepción y Santiago)
- 94.1 MHz - Radio 93.5 "La Voz Joven de Quellón" (Liceo Rayen Mapu)
- 94.3 MHz - Radio Insular (Ancud)
- 95.1 MHz - Radio Al Sur (Puerto Aysén)
- 95.5 MHz - Radio Estación Top (Local)
- 97.5 MHz - Radio Armonía (Santiago; Evangélico)
- 100.5 MHz - Radio Quellón (Local)[Nota 1]
- 102.3 MHz - Radio Estrella del Mar (Local, Castro, Ancud y Palena; Católico)
- 103.9 MHz - Radio Positiva (Santiago)
- 105.9 MHz - Radio Voz Del Sur (Local)
- 107.3 MHz - Radio Maranata (Local; Evangélico)

Radioemisoras sin emisión, pero que poseen su concesión vigente
- 90.9 MHz - Radio Puertas Al Cielo (Local; Evangélico)
- 107.7 MHz - Radio Tiempo de Gracia (Local; Evangélico)

Online
- Radio Quellón FM
- FM Stylo
- Radio Voz Del Sur
- FM Vida
- Radio Nahuel (Sección Señal Quellón 92.3)
- Radio Estación Top

### Televisión
El 19 de octubre de 2023, la ciudad de Quellón fue la primera en el país en desarrollar el apagón analógico, en concreto del Canal 2 de la misma ciudad, mediante una ceremonia de la migración a la televisión digital desarrollado en el Cerro Millaldeo, donde se encuentra la antena transmisora. A partir de esa fecha, sólo será sintonizable por la señal 21.1 de la televisión digital terrestre. El 21 de marzo de 2024 al mediodía, TVN procedió a apagar su transmisor analógico en la señal 8, poniendo fin a su servicio de televisión analógica que fue inaugurado en 1979, a partir de entonces, será solo sintonizable también en televisión digital terrestre por la señal 8.1 (34 UHF). Al dia siguiente fueron el turno de las señales de Canal 13 (Canal 5 disponible desde el año 1989) y Chilevisión (Canal 4 desde el año 2008), las cuales solo se emiten en la señal digital.

#### TDT
- 4.1 - Chilevisión HD
- 4.2 - UChile TV
- 4.31 - Chilevisión One Seg
- 5.1 - Canal 13 HD
- 5.2 - T13 En Vivo
- 5.31 - Canal 13 One Seg
- 8.1 - TVN HD
- 8.2 - NTV
- 8.31 - TVN One Seg
- 21.1 - Canal 2 Quellón HD
- 21.2 - Hito Cero TV
- 21.3 - FM Stylo
- 21.31 - Canal 2 Quellón One Seg (sin emisión actualmente)

#### En línea - IPTV
- Hito Cero Televisión
- Canal 2 Quellón
- VIDATV (FM Vida)

TV Cable - Globalnet
SD
- 19 -  HC Deportes

HD
- 1.2 -  HC Deportes

Por medio de cableoperadores, IPTV, y TV Satelital, se podrá sintonizar no solamente los canales nacionales restantes como Mega, La Red, TV+ y Telecanal, sino que también otros canales regionales, nacionales y extranjeros.

### Medios digitales y locales
- La Estrella de Chiloé (Diario Provincial)
- El Insular (Diario Provincial)
- La Opinión de Chiloé (Medio Digital)
- Central Omega Quellón (Página relacionado al reporte de emergencias)
- Amor Chilote Radio (Medio Digital)
- Quellón TV (Medio digital)
- El Quellonino (Medio digital)
- Quellón Informa (Medio digital)